# Tmolo
Tmolo  (in greco antico: Τμῶλος?, Tmṑlos) è un personaggio della mitologia greca. Fu un re di Lidia, divinità ed eponimo del monte Tmolo oggi situato nella provincia turca di Smirne.

## Genealogia
Figlio di Ares e di Teógone, fu il marito di Onfale.
Secondo Euripide fu il padre di Tantalo, avuto dalla ninfa Pluto.

## Mitologia

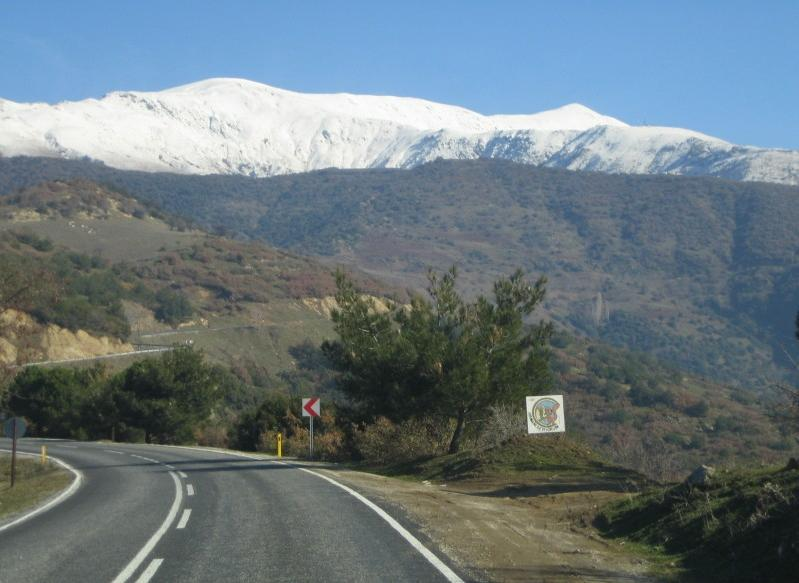
Il monte Tmolo, oggi chiamato Bozdağ

Fu giudice di una sfida musicale tra Apollo e Pan e, sedendosi sulla sua stessa montagna, ascoltò per primo Pan che, suonando il suo flauto emise dei suoni rustici. Poi fu il turno di Apollo che dalla sua lira produsse un'incantevole melodia. 

La sfida (a cui assistette anche re Mida), fu vinta da Apollo.
In un'altra leggenda Tmolo violentò una ninfa cacciatrice di nome Arripa, sacerdotessa presso il tempio sacro di Artemide e questa, umiliata, invocò la dea prima di impiccarsi ad una trave. 

Artemide la vendicò inviando un toro furioso contro Tmolo che nella fuga cadde e morì trafitto da un palo. Il figlio di Tmolo lo seppellì e diede il suo nome ad una montagna che in precedenza era dedicata ad Artemide.
Dopo la sua morte fu succeduto dalla moglie Onfale.